# Robert Olejnik
Pour les articles homonymes, voir Olejnik.
Robert Olejnik est un footballeur autrichien né le 26 novembre 1986 à Vienne.

## Carrière
- 2005-2007 : Aston Villa  Angleterre
  - mars 2007-juin 2007 : Lincoln City  Angleterre (prêt)
- 2007-2011 : Falkirk FC  Écosse
- 2011-2012 : Torquay United  Angleterre
- 2012-2015 : Peterborough United  Angleterre
  - juil. 2014-sept. 2014 : Scunthorpe United  Angleterre (prêt)
  - janv. 2015-juin 2015 : York City FC  Angleterre (prêt)
- 2015-2017 : Exeter City  Angleterre
- 2017-2020 : Mansfield Town  Angleterre

## Palmarès

### En club
- EFL Trophy :
  - Vainqueur : 2014

### Individuel
- Membre de l'équipe-type de la PFA du Championnat d'Angleterre D4 en 2012.